# هوپ میلز (کارولینای شمالی)
هووپ میلز (به انگلیسی: Hope Mills) شهری در ایالت کارولینای شمالی کشور ایالات متحده آمریکا است که جمعیت آن در سرشماری سال ۲۰۱۰ میلادی، ۱۵٬۱۷۶ نفر بوده‌است.